# Liste des œuvres d'Astrid Lindgren
Ceci est une liste des œuvres de Astrid Lindgren.

## Littérature d'enfance et de jeunesse

### Séries
| Titre (séries)                                   | Titre (livre)                           | Titre original                           | Année | Année (français) | Notes et références |
| ------------------------------------------------ | --------------------------------------- | ---------------------------------------- | ----- | ---------------- | ------------------- |
| L'As des détectives (Mästerdetektiven Blomkvist) | L'As des détectives                     | Mästerdetektiven Blomkvist               | 1946  | 1972             |                     |
| L'As des détectives (Mästerdetektiven Blomkvist) |                                         | Mästerdetektiven Blomkvist lever farligt | 1951  |                  |                     |
| L'As des détectives (Mästerdetektiven Blomkvist) |                                         | Kalle Blomkvist och Rasmus               | 1954  |                  |                     |
| Lotta                                            | Julie et Nicolas                        | Barnen på Bråkmakargatan                 | 1956  | 1979             |                     |
| Lotta                                            | Julie et Nicolas                        | Lotta på Bråkmakargatan                  | 1961  | 1979             |                     |
| Zozo (Emil i Lönneberga)                         | Zozo la tornade                         | Emil i Lönneberga                        | 1963  | 1973             |                     |
| Zozo (Emil i Lönneberga)                         | Les Nouvelles Farces de Zozo la tornade | Nya hyss av Emil i Lönneberga            | 1966  | 1985             |                     |
| Zozo (Emil i Lönneberga)                         | Les Cahiers bleus de Zozo la tornade    | Än lever Emil i Lönneberga               | 1970  | 1986             |                     |
| Vic (Karlsson på taket)                          | Vic le Victorieux                       | Lillebror och Karlsson på taket          | 1955  | 1987             |                     |
| Vic (Karlsson på taket)                          | Le Retour de Vic le victorieux          | Karlsson på taket flyger igen            | 1962  | 1980             |                     |
| Vic (Karlsson på taket)                          | Le Meilleur Karlsson du monde           | Karlsson på taket smyger igen            | 1968  | 2008             |                     |
| Kati                                             | Kati en Amérique                        | Kati i Amerika                           | 1951  | 1958             |                     |
| Kati                                             | Kati en Italie                          | Kati på Kaptensgatan                     | 1952  | 1958             |                     |
| Kati                                             | Kati à Paris                            | Kati i Paris                             | 1953  | 1959             |                     |
| Mireille (Madicken)                              | Les Folles Aventures de Mireille        | Madicken                                 | 1960  | 1979             |                     |
| Mireille (Madicken)                              | Mireille et Elisabeth                   | Madicken och Junibackens Pims            | 1976  | 1979             |                     |
| Mireille (Madicken)                              | Regarde, Madick, il neige!              | Titta, Madicken, det snöar!              | 1983  | 1985             |                     |
| Fifi Brindacier (Pippi Långstrump)               | Mademoiselle Brindacier                 | Pippi Långstrump                         | 1945  | 1951             |                     |
| Fifi Brindacier (Pippi Långstrump)               | La Princesse de Couricoura              | Pippi Långstrump går ombord              | 1946  | 1953             |                     |
| Fifi Brindacier (Pippi Långstrump)               | Fifi à Couricoura                       | Pippi Långstrump i Söderhavet            | 1948  | 1953             |                     |
| Boucan (Barnen i Bullerbyn)                      | Nous les enfants du village Boucan      | Alla vi barn i Bullerbyn                 | 1947  | 1979             |                     |
| Boucan (Barnen i Bullerbyn)                      | Nouvelles Aventures au village Boucan'  | Mera om oss barn i Bullerbyn             | 1949  | 1979             |                     |
| Boucan (Barnen i Bullerbyn)                      | Aventures au village Boucan             | Bara roligt i Bullerbyn                  | 1952  | 1979             |                     |

### Autres
| Titre français                 | Titre original                | Année | Année (français) | Notes et références |
| ------------------------------ | ----------------------------- | ----- | ---------------- | ------------------- |
| Les Frères Cœur-de-lion        | Bröderna Lejonhjärta          | 1973  | 1987             |                     |
| Mio, mon Mio                   | Mio, min Mio                  | 1954  | 1988             |                     |
| Ronya, fille de brigand        | Ronja rövardotter             | 1981  | 1984             |                     |
| Rasmus et le vagabond          | Rasmus på luffen              | 1956  | 1978             |                     |
| Christine et moi               | Kerstin och jag               | 1945  | 1961             |                     |
| Les Confidences de Britt-Marie | Britt-Mari lättar sitt hjärta | 1944  | 1961             |                     |

## Livres d'images

### Séries
| Titre (séries)                     | Titre (livre)                              | Titre original                 | Année | Année (français) | Notes et références |
| ---------------------------------- | ------------------------------------------ | ------------------------------ | ----- | ---------------- | ------------------- |
| Zozo (Emil i Lönneberga)           | La 325e farce de Zozo la Tornade           | När lilla Ida skulle göra hyss | 1984  | 1987             |                     |
| Zozo (Emil i Lönneberga)           | La 325e farce de Zozo la Tornade           | Emils hyss nr 325              | 1970  | 1987             |                     |
| Stéphane et Valérie (Peter & Lena) | Une petite soeur pour Stéphane             | Jag vill också ha ett syskon   | 1971  | 1979             |                     |
| Stéphane et Valérie (Peter & Lena) |                                            | Jag vill också gå i skolan     | 1971  |                  |                     |
| Fifi Brindacier (Pippi Långstrump) | Intrépide Fifi Brindacier                  | Pippi Långstrump i Humlegården | 1945  | 2011             |                     |
| Fifi Brindacier (Pippi Långstrump) | Fifi s'installe et autres bandes dessinées | Pippi flyttar in               | 1969  | 2015             |                     |
| Boucan (Barnen i Bullerbyn)        | La Journée des enfants à Mirib             | Barnens dag i Bullerbyn        | 1961  | 1967             |                     |
| Boucan (Barnen i Bullerbyn)        |                                            | Jul i Bullerbyn                | 1963  |                  |                     |
| Boucan (Barnen i Bullerbyn)        |                                            | Vår i Bullerbyn                | 1965  |                  |                     |
| Le Lutin (Tomten)                  | Lutin veille                               | Tomte är vaken                 | 1960  | 2019             |                     |
| Le Lutin (Tomten)                  | Le Renard et le Lutin                      | Räven och Tomten               | 1965  | 2018             |                     |

### Autres
| Titre français                  | Titre original                    | Année | Année (français) | Notes et références |
| ------------------------------- | --------------------------------- | ----- | ---------------- | ------------------- |
| Isabelle aide bonne-maman       | Kajsa Kavat hjälper mormor        | 1958  | 1979             |                     |
| Le Petit Dragon aux yeux rouges | Draken med de röda ögonen         | 1985  | 1986             |                     |
| Nadège et sa petite sœur adorée | Allrakäraste syster               | 1973  | 1980             |                     |
| Bertrand au pays des lutins     | Nils Karlsson-Pyssling flyttar in | 1956  | 1979             |                     |

## Autres œuvres
| Titre français             | Titre original             | Année | Année (français) | Notes et références |
| -------------------------- | -------------------------- | ----- | ---------------- | ------------------- |
| Pompéripossa en Monismanie | Pomperipossa i Monismanien | 1976  | 2005             |                     |

## Biographies

### Autobiographies
| Titre français | Titre original                                                 | Année | Année (français) | Notes et références |
| -------------- | -------------------------------------------------------------- | ----- | ---------------- | ------------------- |
|                | Krigsdagböcker 1939-1946                                       | 2015  |                  |                     |
|                | Samuel August från Sevedstorp och Hanna i Hult                 | 1975  |                  | ,                   |
|                | Dina brev lägger jag under madrassen: en brevväxling 1971-2002 | 2012  |                  | [ 3 ]               |
|                | En jul i Småland för länge sen                                 | 1992  |                  |                     |
|                | Jag har också levat!                                           | 2016  |                  | [ 4 ]               |
|                | Mitt Småland                                                   | 1987  |                  | [ 5 ]               |
|                | Mitt barndomshem Näs: Astrid Lindgren berättar                 | 2007  |                  | [ 6 ]               |

### Autres
| Titre français                                                   | Auteur            | Titre original                                  | Année | Année (français) | Notes et références |
| ---------------------------------------------------------------- | ----------------- | ----------------------------------------------- | ----- | ---------------- | ------------------- |
| Astrid Lindgren                                                  | Eva-Maria Metcalf | Astrid Lindgren                                 | 1995  | 2001             | [ 7 ]               |
| Astrid Lindgren, une Fifi Brindacier dans le siècle : biographie | Jens Andersen     | Denne Dag, Et Liv - En Astrid Lindgren-biografi | 2014  | 2019             | [ 8 ]               |